# Collaboration West
Collaboration West è un album in studio del vibrafonista e pianista jazz statunitense Teddy Charles, pubblicato nel 1953.

## Tracce
1. Variations on a Motive by Bud - 4:20
2. Wailing Dervish - 4:31
3. Further Out - 5:42
4. Etudiez le Cahier - 3:48
5. Margo - 4:51
6. Bobalob - 7:01

Tracce bonus (CD)
1. Edging Out - 4:13
2. Nocturne - 2:52
3. Composition for Four Pieces - 1:35
4. A Night in Tunisia - 6:44